# Acrocercops euryschema
Acrocercops euryschema là một loài bướm đêm thuộc họ Gracillariidae. Loài này có ở Queensland.